# Cliff Williams
Cliff Williams (Romford, Gran Bretanya, 14 de desembre, 1949), és el baixista de la banda de hard rock australiana AC/DC.
Clifford "Cliff" Lee Williams és un baixista britànic de rock dur.
Als nou anys, Williams es va traslladar de Romford a Londres, i des de petit portava cabells llargs i roba inusual i mirava al voltant de l'escena musical. Es va distanciar deliberadament de la vida de fàbrica de coll blau que portava el seu pare, igual que Angus i Malcolm Young d'AC/DC. Va començar la seva carrera l'any 1967. Va ser membre de les bandes britàniques Home i Bandit. Això es va dissoldre després d'alguns èxits menors, així que Williams estava buscant una nova banda al voltant de 1977. El mateix any 1977 AC/DC buscava un successor de Mark Evans i llavors va conèixer a Bon Scott, Phil Rudd i Angus i Malcolm Young i es va unir a AC/DC. Segons l'aleshores director d'AC/DC Michael Browning, la banda en realitat volia un baixista diferent, però en opinió de Browning no encaixava amb la banda. Per tant, abans d'haver d'audicionar, Browning va donar a Williams alguns consells sobre com s'havia de comportar (en particular, hauria de tocar de la manera més senzilla i poc exigent possible). Williams va seguir aquesta recomanació i va ser el baixista de la banda des del 27 de maig de 1977. Allà tocava principalment línies de baix senzilles, que consisteixen principalment en vuitens o quarts. Va tenir la seva primera aparició amb AC/DC el 7 de juliol de 1977 a Cleveland, EUA.
El 1979 van treure l'àlbum Highway To Hell. El 19 de febrer de 1980 Bon Scott va morir a causa de ofegar-se amb el seu vòmit al cotxe i tots pensaven deixar el grup però van contractar a l'excantant de Geordie, Brian Johnson gravant l'àlbum Back In Black. A finals de 2007, Brian Johnson i Cliff Williams van gravar tres cançons (Chain Gang, Chase that Tail i Who Phoned the Law) per a la pel·lícula Totally Baked, que només es va publicar en DVD. El juliol de 2016, una entrevista amb la revista Gulfshore Life va revelar la seva retirada de la banda AC/DC després de la finalització de la gira actual. No obstant això, l'any 2020 es va incorporar al grup per participar en l'enregistrament del disc Power Up, que es va publicar el mateix any. El 2016 després que Brian Johnson marxès del grup i que vingués Axl Rose com a cantant, Cliff deixa la banda però el 2020 Cliff tornà a AC/DC amb Phil Rudd i Brian Johnson una altra vegada i amb Stevie Young com a Guitarra Rítmica perquè Malcolm Young havia marxat al 2014 per Demència i es va morir al 2017.
Cliff Williams toca principalment els baixos de Music Man, però també els baixos del fabricant Fender. També utilitza un amplificador SVT-4 Pro i un altaveu SVT-810E d'Ampeg.

## Bandes anteriors a AC/DC
- Home
- Bandit

## Discografia de l'època amb AC/DC
- 1978: Powerage
- 1978: If You Want Blood You’ve Got It
- 1979: Highway to Hell
- 1980: Back in Black
- 1981: For Those About to Rock
- 1983: Flick of the Switch
- 1985: Fly on the Wall
- 1986: Who Made Who
- 1988: Blow Up Your Video
- 1990: The Razors Edge
- 1992: Live
- 1995: Ballbreaker
- 2000: Stiff Upper Lip
- 2008: Black Ice
- 2010: Iron Man 2
- 2014: Rock or Bust
- 2020: Power Up